# 大石真虎
大石 真虎（おおいし まとら、寛政4年（1792年） ‐ 天保4年4月14日（1833年6月1日））は、江戸時代中後期の名古屋の浮世絵師。

## 来歴
葛飾北斎、沼田月斎、張月樵の門人。姓は小泉、後に大石。幼名は吉太郎、後に門吉、小門太、衛門七、寿太郎、順平など度々改称している。鞆舎、樵谷、真虎と号し、「年魚市郡故郷（あゆちぐんこきょう）」という印を使用している。父は尾張国春日井郡の医者、小泉隆助。母は大坂の狂歌師、一本亭芙蓉の娘で、真虎は次男として生まれている。一説に小泉家は大石良雄の後裔という理由により、大石姓を称したといい、名古屋に移住したとされる。真虎は幼時より絵画に秀で、師にも恵まれていた。後に江戸に出て、京都、大坂などを放浪し、名古屋へ戻って門前町清寿院向い（現・中区大須）に住んだ。頗る奇行をなしたといわれ、作画期は文政元年（1818年）から没年までの15年ほどで、主に絵本の挿絵や肉筆浮世絵の風景画を描いた。文化3年（1808年）、張月樵に師事をする前に浮世絵を沼田月斎に学び、また、名古屋へ来た北斎に就いたといわれる。そして、月樵の下で樵谷と号して絵画の基礎を学んだ後に中年の頃、名古屋に戻ったおり、吉川一渓に仏画、西村楠亭に人物画を教わり、さらに渡辺清にも就いて有職故実を学んで真虎と号し、土佐派の画法をも習得している。江戸では深川一色町網打場辺りに住み、この頃、松平定信の命により、舞楽の木偶の模様を描くこととなり、以降、故事に関心を持つようになったともいわれる。前述のように様々な画法を学んでもそれに飽き足らず、京都、大坂、長崎、厳島などを数回にわたり、往来していた。
代表作として、文政11年（1828年）刊行の絵本『麁画（そが）国風』、文政12年（1829年）刊行の雑排書『神事行灯初篇』、天保年間刊行かと思われる絵本『張替行灯』、天保3年（1832年）刊行の絵本『麁画百物』及び天保4年刊行の『百人一首一夕話』（尾崎雅嘉著）が挙げられる。真虎は当時の名古屋において牧墨僊と並んで名声を得ており、晩年、名古屋に戻ってからは画業に専念し、画風は北斎に似ている点もあったが、江戸の物とは異なり、四条派、土佐派、浮世絵を融合した独自の風俗画を描いた。しかし、30余歳の時、病に侵され耳が不自由になったといい、奇行のうちにその生涯を終えた。享年42。墓所は大須真福寺。法名は阿闍遊林。
川崎千虎が私淑しており、『大石真虎伝』を著し、その号も真虎に因んだものであった。

## 作品
- 「懸想文売」 色紙判摺物 千葉市美術館所蔵 文政ころ
- 「田字楼所蔵摸写於夕霧之古画真虎」 色紙判摺物 ボストン美術館所蔵
- 「白拍子図」 色紙判摺物 ミネアポリス美術館所蔵
- 「午睡美人図」絹本着色 東京国立博物館所蔵
- 「開帳夕涼夜景図」　肉筆　名古屋市博物館所蔵
- 「朝賀図」 紙本着色 1巻 東京藝術大学大学美術館所蔵

## 参考図書
- 田部井竹香　『古今中京画談』　興風書院、1911年
- 愛知県教育委員会編 『愛知県偉人伝』 川瀬書店、1934年
- 日本浮世絵協会編 『原色浮世絵大百科事典』第2巻　大修館書店、1982年